# Таргаллин, Уссама
Уссама́ Таргалли́н (фр. Oussama Targhalline; род. 20 мая 2002, Sidi Belyout, Касабланка) — марокканский футболист, полузащитник нидерландского клуба «Фейеноорд» и сборной Марокко. Участник Олимпийских игр 2024 в Париже.

## Клубная карьера
Таргаллин — воспитанник марроканской футбольной академии Мохаммеда VI. В 2020 году Уссама подписал контракт с марсельским «Олимпиком». В 2021 году в поединке Кубка Франции против «Канне Рошвиль» Таргаллин дебютировал за основной состав. 7 января 2022 года в матче против «Бордо» он дебютировал в Лиге 1. Летом 2022 года Таргаллин перешёл в турецкий «Аланьяспор» на правах аренды. 7 августа в матче против «Фатих Карагюмрюк» он дебютировал в турецкой Суперлиге.
В начале 2023 года Таргаллин перешёл в «Гавр». 11 февраля в матче против «Сошо» он дебютировал в Лиге 2. 29 апреля в поединке против «Кана» Уссама забил свой первый гол за «Гавр».
5 февраля 2025 года перешёл в нидерландский «Фейеноорд», подписав трёхлетний контракт до середины 2028 года. 15 февраля дебютировал в Эредивизи в гостевом матче против НАК Бреды, выйдя на замену вместо Луки Иванушеца на 87-й минуте.

## Международная карьера
В 2019 года в составе юношеской сборной Марокко Таргаллин принял участие в юношеском Кубке Африки в Танзании. На турнире он сыграл в матчах против сборных Сенегала, Гвинеи и Камеруна.
В 2021 году в составе молодёжной сборной Марокко Таргаллин принял участие в молодёжном Кубке Африки в Мавритании. На турнире он был запасным и на поле не вышел.
В 2023 году в составе олимпийской сборной Марокко Таргаллин стал победителем домашнего молодёжного чемпионата Африки (до 23 лет). На турнире он сыграл в матчах против команд Гвинеи, Конго, Мали и Египта. В поединке против египтян Уссама забил гол.
В 2024 году Таргаллин был включён в заявку олимпийской сборной Марокко на участие в Олимпийских играх в Париже. На турнире он сыграл в матчах против команд Аргентины, Украины, Ирака, США, Испании и Египта.

## Достижения
Международные
 Марокко (до 23)
- Победитель молодёжного чемпионата Африки (до 23 лет) — 2023